# Propebela subvitrea
Propebela subvitrea é uma espécie de gastrópode do gênero Propebela, pertencente a família Mangeliidae.